# Chirurgie bariatrique

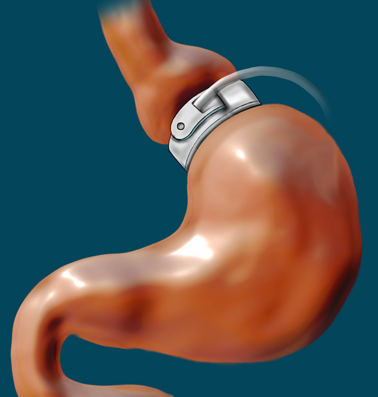
Anneau gastrique modulable.

La chirurgie bariatrique est un type de chirurgie portant sur l'anatomie de l'estomac et de l'intestin dans une perspective de réduction du poids de l'opéré. Elle influe ainsi sur la production des hormones de régulation de l'appétit et du stockage énergétique, réduisant la prise des aliments, et parfois leur absorption, diminuant l'apport calorique journalier, et aboutissant, sous réserve de modifications de comportement, à améliorer la qualité de vie dans l'obésité en induisant une perte de poids variable et réduisant les complications de santé.

## Indications
La chirurgie bariatrique est une technique réservée aux personnes réunissant les trois critères suivants :
- souffrant d'obésité massive, caractérisée par un indice de masse corporelle (IMC) supérieur à 40 kg·m-2, ou d'obésité sévère (IMC ≥ 35 kg·m-2) associée à au moins une complication pouvant être améliorée grâce à la chirurgie ;
- pour lesquels différentes tentatives de régime amaigrissant ont échoué[2] ;
- qui ne présentent aucune contre-indication à la chirurgie ou l'anesthésie générale.

Le protocole comporte normalement un suivi pluridisciplinaire — endocrinologue, médecin-nutritionniste, chirurgien digestif ou viscéral, psychiatre ou psychologue, diététicien-nutritionniste — avant et après l'acte chirurgical. La consultation psychiatrique a pour but de repérer les éventuelles contre-indications que sont, en particulier, les troubles du comportement alimentaire : boulimie ou autre. Néanmoins, une étude pratiquée en France a montré l'inégalité de la qualité du suivi en fonction des équipes, parfois même le non-respect des protocoles et des contre-indications.

## Techniques
La chirurgie bariatrique regroupe un ensemble de techniques qui modifie l’anatomie du système digestif, pouvant être classées en deux types principaux :
- les techniques restrictives visent à réduire la capacité gastrique, c’est-à-dire le volume utile de l’estomac, et/ou, à réduire la vitesse de vidange de l'estomac afin d'obtenir un sentiment de satiété plus rapidement :
  - l'anneau gastrique ajustable,
  - la gastroplastie verticale calibrée, bandée par agrafage (de moins en moins pratiquée),
  - la gastrectomie longitudinale (sleeve) ;
- les techniques mixtes associent à cette restriction gastrique la création d’un système de dérivation dans le tube digestif afin de diminuer l’absorption des éléments nutritifs par l’intestin (malabsorption) :
  - le by-pass gastrique (ou court-circuit gastrique), cette intervention peut se réaliser avec l'aide du robot Da Vinci[5].
  - la dérivation biliopancréatique (en).

Ces techniques sont généralement pratiquées par cœlioscopie (laparoscopie), plus rarement, pour raisons de sécurité, par incision de la paroi abdominale (laparotomie). La durée de l’hospitalisation est de deux à dix jours.

## Résultats
L'efficacité de la chirurgie bariatrique sur la perte de poids est à peu près constante et elle diminue sensiblement la mortalité et la morbidité cardio-vasculaires et générales, des patients obèses. La mortalité reste cependant supérieure à celle de la population générale.
La perte de poids peut atteindre parfois 40 % du poids initial. Cette réduction pondérale s'accompagne d'une amélioration de l'hypertension artérielle, du bilan lipidique et la guérison d'un diabète préexistant dans plus de trois-quarts des cas.
L'amélioration de la glycémie est très précoce, avant même toute perte de poids. De même, la chirurgie prévient la survenue d'un diabète de type 2.
En cas de stéatose hépatique non alcoolique associée à l'obésité, la chirurgie bariatrique diminue nettement le risque de complications :  29 % des patients ont ensuite une histologie normale à la biopsie de suivi ; 74 % voient leur maladie (NASH disparaitre sans progression de la fibrose ; 70 % ont une fibrose qui régresse, mais chez ceux qui présentaient déjà une fibrose sévère avant la chirurgie, cette fibrose sévère persistait dans 47 % des cas, à moyen terme après la chirurgie (malgré la résolution de la NASH dans 69 % des cas), ce qui confirme que la perte de poids peut ne pas suffire pour inverser une fibrose sévère du foie.

### Efficacité des techniques
L’analyse des données disponibles indique que les différentes techniques de chirurgie bariatrique sont efficaces[réf. souhaitée].
Dans l’ensemble, les techniques mixtes, qui associent restriction gastrique et malabsorption intestinale, sont plus efficaces que les interventions qui ne font que réduire la capacité gastrique.
Les techniques laparoscopiques offrent quant à elles de nombreux avantages, comme une réduction de la durée d’hospitalisation, bien qu’elles ne soient pas exemptes de complications. Seules deux approches laparoscopiques sont assez au point et leurs effets assez connus pour ne plus être considérées comme expérimentales.

## Complications
Il peut y avoir des complications digestives du genre lésions organiques (érosions ou ulcères, fistules, sténose, hernie interne). Un reflux gastro-œsophagien ou des troubles de la motricité œsophagienne sont possibles après un bypass gastrique ou une sleeve gastrectomie dans des proportions proches.  Des troubles du transit tels que nausées et vomissements, douleurs abdominales, voire Dumping syndrome, une diarrhée sont décrits.

### Suivi ultérieur
Les patients qui subissent une importante perte de poids doivent être suivis annuellement par une équipe multidisciplinaire qui, en plus de l’équipe chirurgicale (notamment attentive aux complications précoces et tardives), inclut des nutritionnistes, des psychologues et des médecins spécialistes. Une chirurgie plastique est souvent nécessaire.
La récidive de l'obésité peut se voir dans un peu moins d'un cas sur dix sur le long terme.
Certains médicaments toxiques pour l'estomac devront être si possible évités : aspirine, anti-inflammatoires, corticoïdes.
La prise de médicaments par voie orale doit être soigneusement étudié, la chirurgie bariatrique pouvant modifier leur pharmacocinétique. Ainsi une contraception non orale doit être préférée. 
Une grossesse devra être idéalement menée après stabilisation du poids.

### Engagement du patient
La réussite de l'opération est liée au respect par le patient de trois engagements :
- le changement durable de ses habitudes alimentaires et la pratique régulière d'une activité physique ;
- la prise quotidienne à vie de compléments en vitamines, en minéraux et en oligoéléments ;
- un suivi médical annuel à vie avec l'équipe pluridisciplinaire.

## Aspects économiques
Dans l’ensemble, la chirurgie bariatrique s’avère une intervention coûteuse.
En revanche, ses coûts pourraient être compensés en grande partie par la diminution de la prévalence des maladies associées à l’obésité (maladies cardiaques et diabète, par exemple), par la réduction de leurs conséquences sur l’utilisation des ressources du système de santé et des pertes de productivité causées par l’incapacité, de même que par l’amélioration de la qualité de vie des patients.